# Konstanty Lenc
Konstanty Marceli Wojciech Lenc (ur. 1866, zm. 1943) – polski prawnik, adwokat, urzędnik w II Rzeczypospolitej.

## Życiorys

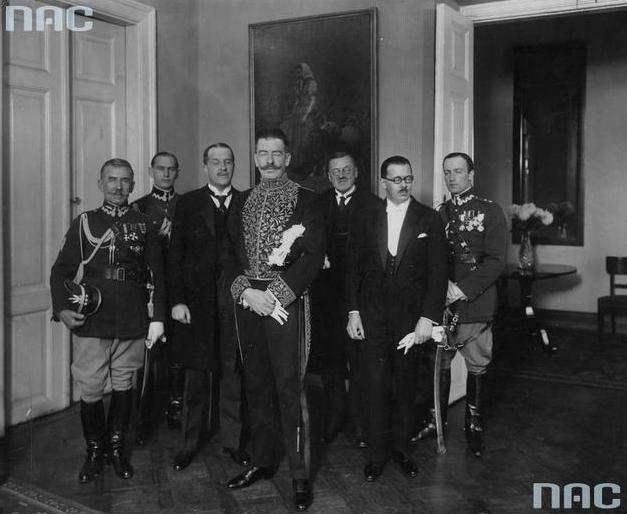
Wręczenie listów uwierzytelniających prezydentowi RP Stanisławowi Wojciechowskiemu (1924). Trzeci z prawej stoi Konstanty Lenc

Ukończył studia prawnicze. Pełnił funkcję podsekretarza IV wydziału cywilnego w sądzie okręgowym w Warszawie, po czym w styczniu 1897 został mianowany adwokatem przysięgłym w 1897 i pracował w tym zawodzie w kolejnych latach. W październiku 1907, w listopadzie 1910 był wybierany reprezentantem Towarzystwa Kredytowego miasta Warszawy.
Po odzyskaniu przez Polskę niepodległości wstąpił do służby państwowej. Został urzędnikiem Ministerstwa Spraw Wewnętrznych. W 1919 był szefem Sekcji IV Samorządowej MSW. Z dniem 24 marca 1921 został mianowany przez Naczelnika Państwa na stanowisko dyrektora departamentu administracyjnego MSW. Z tego stanowiska na początku lutego 1923 objął stanowisko szefa kancelarii cywilnej Prezydenta Rzeczypospolitej Polskiej Stanisława Wojciechowskiego (jego poprzednikiem był Stanisław Car), a w marcu 1923 otrzymał nominację w III stopniu służbowym (stopień równorzędny z wiceministrem). Stanowisko szefa kancelarii cywilnej Prezydenta RP pełnił w kolejnych latach. 14 maja 1926, podczas przewrotu majowego, został aresztowany.
Na przełomie 1925/1926 był członkiem zarządu Towarzystwa Niesienia Pomocy Głodnym „Pogotowie dla Głodnych”.
Do 1939 zamieszkiwał przy ulicy Elektoralnej 29 w Warszawie.

## Ordery i odznaczenia
- Krzyż Komandorski z Gwiazdą Orderu Odrodzenia Polski (7 lipca 1925)[14]
- Krzyż Komandorski Orderu Odrodzenia Polski (2 maja 1923)[15][16]